# Paolo Costoli
Paolo Costoli est un nageur italien né le 12 juin 1910 à Florence et mort le 28 janvier 1966 à Brême.

## Biographie
Il remporte la traversée de Paris à la nage en 1927 et 1929 (2e en 1934).
Il dispute les Jeux olympiques d'été de 1928 à Amsterdam et les Jeux olympiques d'été de 1932 à Los Angeles, ne parvenant jamais à passer le stade des séries de qualification.
Paolo Costoli compte trois médailles de bronze aux championnats d'Europe de natation 1931 à Paris (400 et 1 500 mètres nage libre et relais 4 × 200 mètres nage libre), deux médailles d'argent (400 et 1 500 mètres nage libre) et une médaille de bronze (relais 4 × 200 mètres nage libre) aux championnats d'Europe de natation 1934 à Magdebourg.